# إثيل كولينز دونهام
إثيل كولينز دونهام (بالإنجليزية: Ethel Collins Dunham)‏ هي طبيبة أمريكية، ولدت في 1883 في هارتفورد في الولايات المتحدة، وتوفيت في 1969.